# أبيي غرانت
أبيي غرانت (بالإنجليزية: Abbi Grant)‏ هي لاعبة كرة قدم بريطانية، ولدت في 11 ديسمبر 1995 في دندي في المملكة المتحدة.

## روابط خارجية
- أبيي غرانت على موقع الاتحاد الأوربي (الإنجليزية)
- أبيي غرانت على موقع الاتحاد الإسكتلندي (الإنجليزية)
- أبيي غرانت على موقع قاعدة بيانات كرة القدم.إي يو (الإنجليزية)
- أبيي غرانت على موقع Soccerway.com (الإنجليزية)
- أبيي غرانت على موقع عالم كرة القدم.نت (الإنجليزية)